# 2008年夏季奥林匹克运动会中国现代五项队
参加2008年北京夏季奥林匹克运动会的中国现代五项队一行共计13人（不含兼任），其中运动员4人，官员与工作人员9人，领队蔡家东兼任。

## 人员构成
- 运动员（4人）：
  - 男子（2人）：曹忠嵘、钱震华
  - 女子（2人）：陈倩、修秀

- 官员及工作人员（不含兼任计9人）：
  - 領队：蔡家东（兼任），副领队：许海峰
  - 教练员（6人）：樊兵、王可、张斌、宗祥庆、沈克俭、王忠年
  - 医生：赵春生，其他管理人员：张斌

## 比赛成绩
- 钱震华（男）：总成绩5516分，位列第4名。
- 曹忠荣（男）：总成绩4828分，位列第30名。
- 陈倩（女）：总成绩5612分，位列第5名。
- 修秀（女）：总成绩5464分，位列第10名。